# Воинское кладбище № 381 (Величка)
 Памятник культуры Малопольского воеводства: регистрационный номер B-543
Воинское кладбище № 381 (пол. Cmentarz wojenny nr 396) — воинское кладбище, расположенное в городе Величка, Величский повят, Малопольское воеводство, Польша. Кладбище входит в группу Западногалицийских воинских захоронений времён Первой мировой войны. Воинский некрополь занимает отдельный квартал муниципального кладбища, которое находится на улице Пилсудского, 38. На кладбище похоронены военнослужащие Австро-Венгерской, Германской и Российской армий, погибшие в декабре 1914 года во время Первой мировой войны.

## История
Кладбище было основано Департаментом воинских захоронений К. и К. военной комендатуры в Кракове в начале 1915 года. Некрополь спроектировал австрийский архитектор Ганс Майр. На кладбище площадью 606 квадратных метров расположены 93 индивидуальные могилы, в которых похоронены 78 австрийских, 7 германских и 8 русских солдат. Имена 41 захороненных солдат не известны.

## Описание
Кладбище, окружённое невысокой стеной, располагается в центре муниципального некрополя и имеет прямоугольную форму. В юго-восточной части некрополя находится памятник в виде античного алтаря, на котором установлен прямоугольная табличка надписью на латинском языке («Погибшие за родину (1914 – 1918»):
PRO
PATRIA MORTUIS
1914-1918
На некрополе также захоронены военнослужащие Войска Польского, погибшие в начале Второй мировой войны, гражданских жертв германской оккупации и военнослужащих Советской армии. В 1945 году на кладбище был установлен обелиск с надписью на польском языке («Вечная память героям, погибшим в битвах за свободу и независимость русского и польского народов от немецких оккупантов Величка 22.І.1944»):
WIECZNA PAMIĘĆ
BOHATEROM
POLEGŁYM W WALKACH
O WOLNOŚĆ I NIEPODLEGŁOŚĆ
ROSYJSKIEGO I POLSKIEGO
NARODU
OD NIEMIECKICH OKUPANTÓW
WIELICZKA 22.I.1944 ROKU

## Галерея

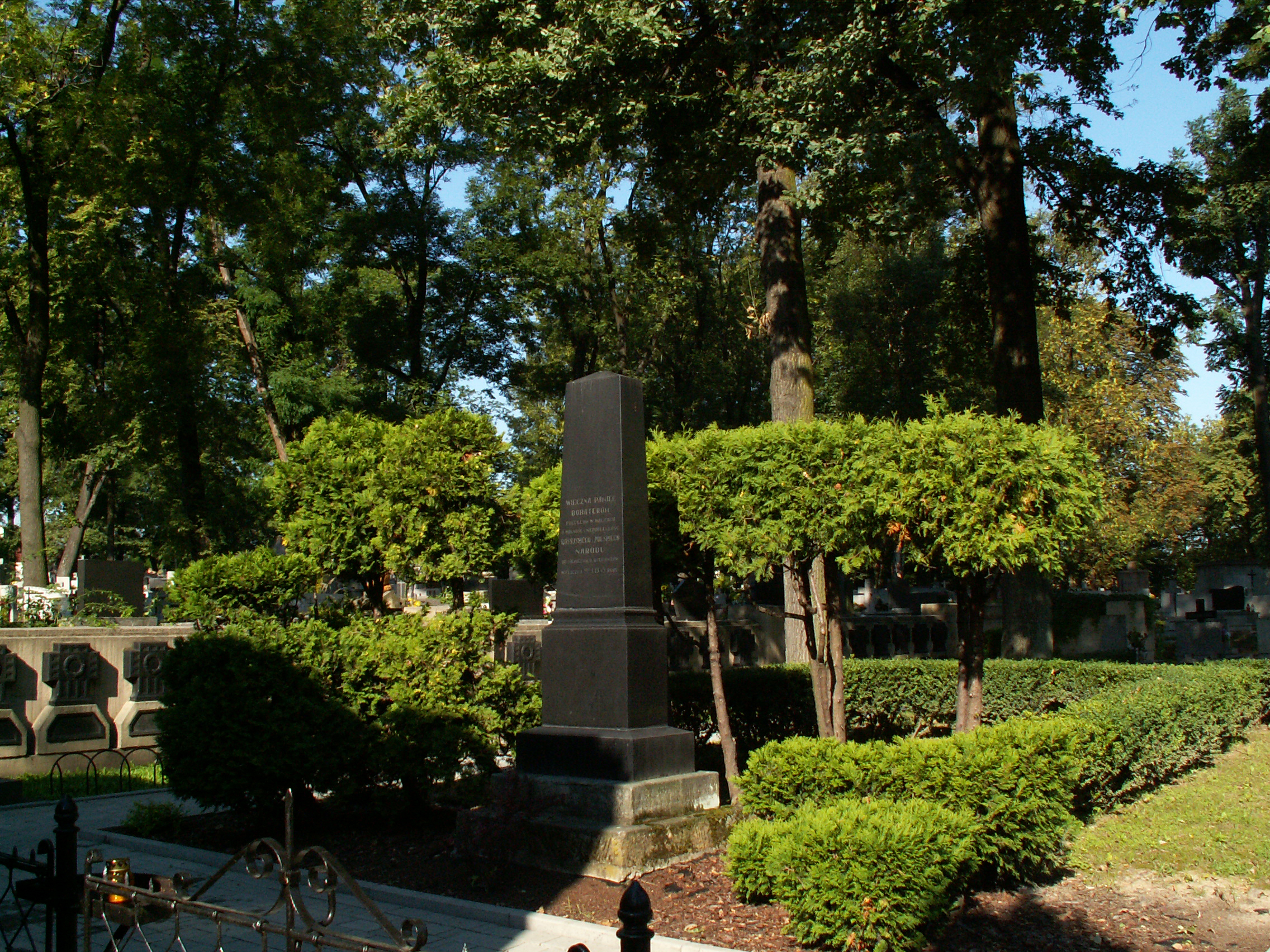
Обелиск
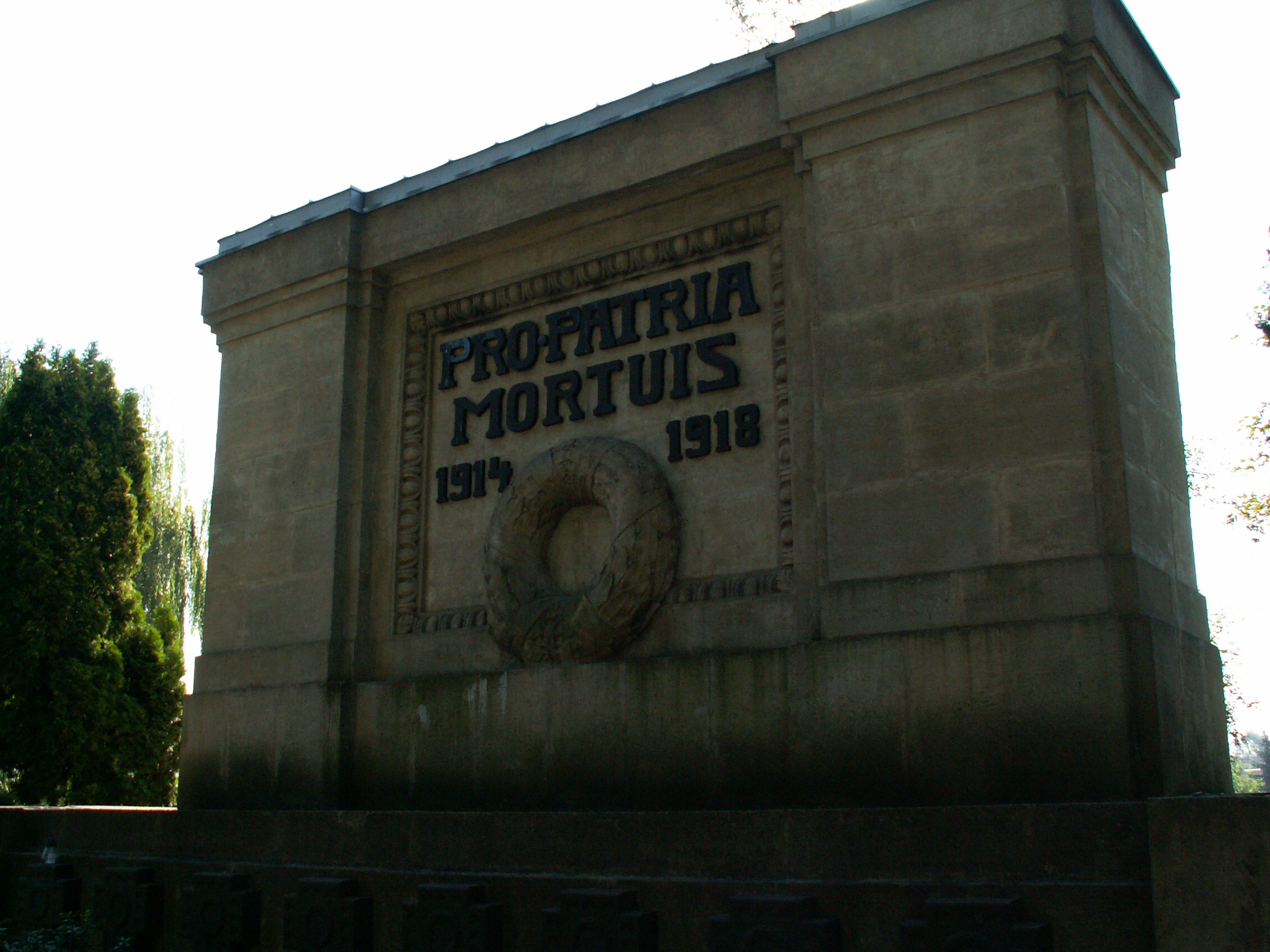
Памятник
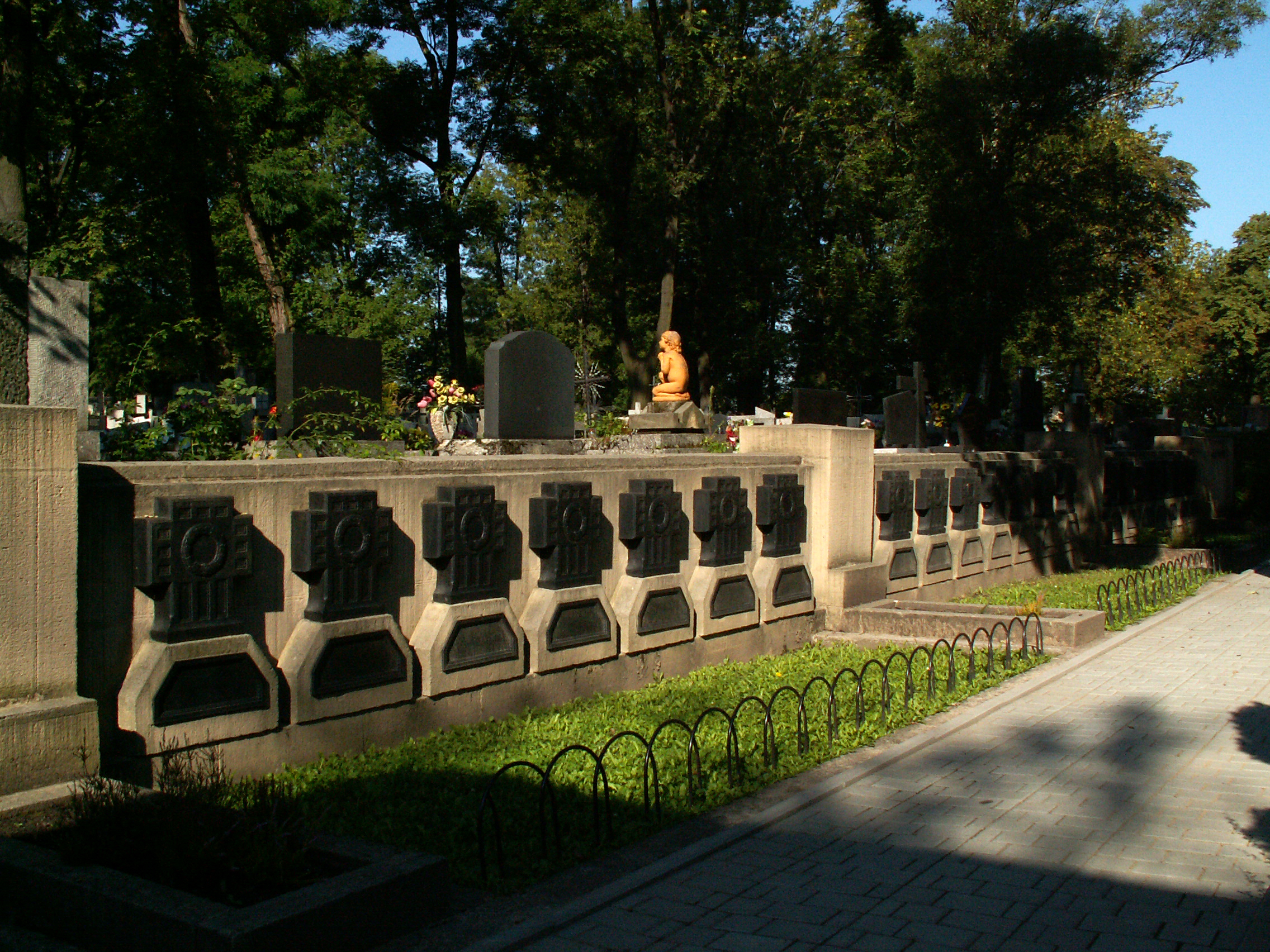
Могилы

## Источник
- Oktawian Duda: Cmentarze I wojny światowej w Galicji Zachodniej. Warszawa: Ośrodek Ochrony Zabytkowego Krajobrazu, 1995. ISBN 83-85548-33-5.
- Roman Frodyma Galicyjskie Cmentarze wojenne t. II Okolice Tarnowa (Okręgi V—VII), Oficyna Wydawnicza «Rewasz», Pruszków 1998, ISBN 83-85557-38-5